# Savanur
Savanur è una città dell'India di 35.561 abitanti, situata nel distretto di Haveri, nello stato federato del Karnataka. In base al numero di abitanti la città rientra nella classe III (da 20.000 a 49.999 persone).

## Geografia fisica
La città è situata a 14° 58' 0 N e 75° 20' 60 E e ha un'altitudine di 573 m s.l.m..

## Società

### Evoluzione demografica
Al censimento del 2001 la popolazione di Savanur assommava a 35.561 persone, delle quali 18.344 maschi e 17.217 femmine. I bambini di età inferiore o uguale ai sei anni assommavano a 5.532, dei quali 2.777 maschi e 2.755 femmine. Infine, coloro che erano in grado di saper almeno leggere e scrivere erano 17.380, dei quali 9.986 maschi e 7.394 femmine.